# Sant'Ilario (película de 1923)
Sant'Ilario es una película muda de 1923 dirigida por Henry Kolker, en la que intervino el actor español Bonaventura Ibáñez. Con argumento dramático y pasional ambientado en la Roma del siglo XIX,  la película está basada en la segunda de las novelas históricas dedicadas a la familia Saracinesca por el escritor norteamericano Francis Marion Crawford, autor de numerosas obras ambientadas en Italia.

## Reparto
- Ida Carloni Talli
- Bonaventura Ibáñez
- Elena Lunda
- Ignazio Lupi
- Sandro Salvini